# John Boles (Sportschütze)
John Keith Boles (* 31. Januar 1888 in Fort Smith; † 16. Juli 1952 in San Antonio) war ein US-amerikanischer Sportschütze.

## Erfolge
John Boles nahm an den Olympischen Spielen 1924 in Paris teil, bei denen er in fünf Wettbewerben an den Start ging. Mit dem Kleinkalibergewehr belegte er im liegenden Anschlag den zwölften Platz. In der Disziplin Laufender Hirsch erzielte er im Einzelschuss mit 40 Treffern das beste Resultat und wurde so Olympiasieger vor Cyril Mackworth-Praed und Otto Olsen, während er die Konkurrenz im Doppelschuss auf dem siebten Rang beendete. In den Mannschaftskonkurrenzen wurde er im Doppelschuss Fünfter, im Einzelschuss gewann er gemeinsam mit Dennis Fenton, Raymond Coulter und Walter Stokes die Bronzemedaille. 1922 in Mailand, 1923 in Camp Perry und 1924 in Reims gewann Boles den Weltmeistertitel mit der Mannschaft im Dreistellungskampf mit dem Freien Gewehr. Zudem sicherte er sich mit ihr 1925 in St. Gallen Silber. In Einzelkonkurrenzen gewann er 1923 mit dem Freien Gewehr im liegenden Anschlag Silber und im stehenden Anschlag Bronze. 1931 wurde Boles in Lwów sowohl im Einzelschuss als auch im Doppelschuss Weltmeister. Mit dem Kleinkalibergewehr im liegenden Anschlag gewann er Bronze.
Boles war Karrieresoldat. Nach mehreren Jahren Mitgliedschaft in der Nationalgarde von Arkansas trat er 1912 in die US Army ein und diente mehrere Jahre auf den Philippinen. Zum Zeitpunkt der Spiele 1924 bekleidete er den Rang eines Majors. Aus dem aktiven Dienst schied er schließlich als Colonel aus. Sein Sohn John Boles Jr. (1916–1980) machte ebenfalls bei der US Army Karriere und stieg bis zum Generalmajor auf.